# Chicks & Guitars
Chicks & Guitars è il quarto solista di Tony Spinner. Pubblicato nel 2005 dall'etichetta discografica Rusty Tractor. Il chitarrista per questa pubblicazione è stato affiancato da Han Neijenhuis alla batteria e Michel Mulder al basso.

## Tracce
1. Turn It Up
2. As Good as It Gets
3. Faith Hope & Love
4. Never Meant to Hurt You
5. Tied Up in Love
6. Lovesick
7. Politics Man
8. Love Don't Take Time
9. Bourbon and a Fast Car
10. Caledonia
11. You Lied to Me